# Printemps de Prague
Pour le festival du même nom, voir Festival du Printemps de Prague.
Ne doit pas être confondu avec Coup de Prague.
Le Printemps de Prague (en tchèque : Pražské jaro, en slovaque : Pražská jar, nommé ainsi en référence au Printemps des peuples) est une période de l’histoire de la République socialiste tchécoslovaque durant laquelle le Parti communiste tchécoslovaque introduit le « socialisme à visage humain » et prône une relative libéralisation. Il débute le 5 janvier 1968, avec l'arrivée au pouvoir du réformateur Alexander Dubček et s’achève le 21 août 1968 avec l’invasion du pays par les troupes du pacte de Varsovie.
Dubček introduit la liberté de la presse, d’expression et de circulation, dans la vie politique la démocratisation et enclenche une décentralisation de l’économie. Il dote le pays d'une nouvelle Constitution qui reconnaît l'égalité des nations tchèque et slovaque au sein d'une république désormais fédérale. Cette innovation politique sera la seule à survivre à l’intervention soviétique.
Le printemps de Prague provoque la réaction de l’URSS qui, après l’échec des négociations, envoie des chars de combat et des soldats pour imposer une « normalisation ». L’occupation soviétique entraîne des manifestations non violentes et une vague d’émigration parmi la population tchécoslovaque. Au printemps suivant Gustáv Husák remplace Alexander Dubček à la tête du parti et la plupart des réformes libérales sont abandonnées. Le printemps de Prague a inspiré la culture des années 1960-1980 avec les œuvres de Karel Kryl et Milan Kundera (L'Insoutenable Légèreté de l'être).

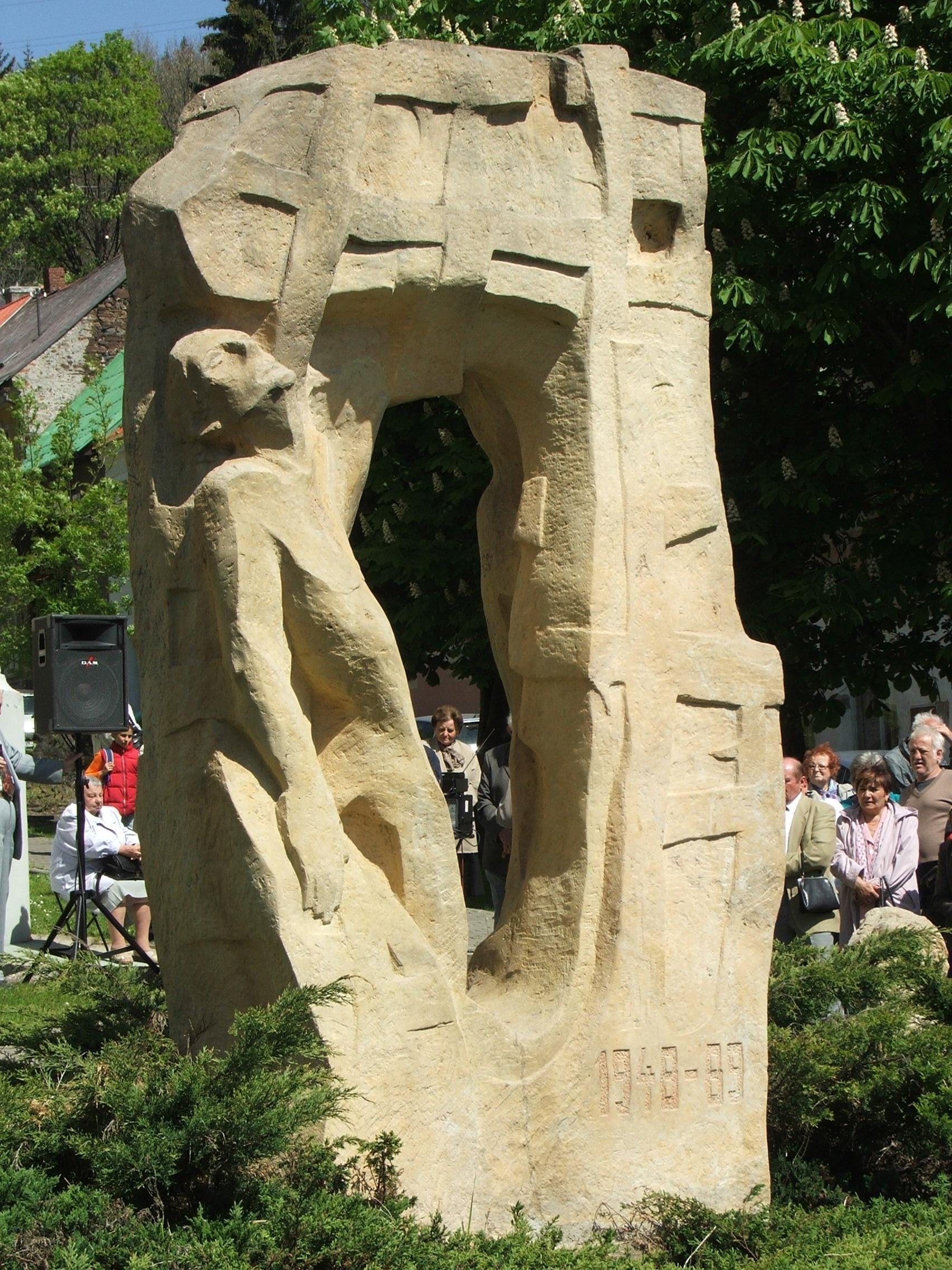
Monument aux victimes de la terreur politique dans les camps de travail en Tchécoslovaquie (1948-1989), Jáchymov (Tchécoslovaquie).

## Contexte

### Situation politique et économique

L’Europe séparée par le rideau de fer. En rouge, les pays du bloc communiste (la Yougoslavie et l'Albanie finissent par rompre avec l'URSS).

Dans les années 1950, la Tchécoslovaquie connait une croissance économique élevée (de l'ordre de 7 % en moyenne par an) permettant une augmentation substantielle des salaires et du niveau de vie, ce qui favorise la stabilité du régime.
Dans les années 1960, la République socialiste tchécoslovaque, qui fait partie du bloc soviétique, est dirigée par Antonín Novotný, qui se trouve également à la tête du Parti communiste tchécoslovaque (PCT) entre 1953 et 1968. Ce dernier entame un processus de déstalinisation moins rapide que dans les autres pays d’Europe de l’Est : les victimes des procès de Prague (1952), qui visaient l'élimination de communistes de la première heure comme Rudolf Slánský, sont réhabilitées dans les années 1960. À l’instar de Nikita Khrouchtchev en URSS, Novotný annonce l’aboutissement du socialisme. Par la Constitution de 1960, le pays prend le nom officiel de « République socialiste de Tchécoslovaquie » (Československá socialistická republika ou ČSSR). Le régime se caractérise par l’absence de démocratie, un parti unique et une répression des opposants par la police et le service des renseignements, la Sécurité d'État tchécoslovaque. La censure frappe les écrivains et les artistes.
L’économie est planifiée, la production industrielle stagne et le secteur agricole accuse un retard important. En octobre 1964, le parti publie les principes pour une réforme économique majeure. Au début de 1965, il commence à mettre en œuvre certaines des mesures recommandées. En juin 1966, le treizième congrès du parti communiste donne son feu vert au nouveau programme appelé « Nouveau modèle économique » (qui rappelle la Nouvelle politique économique léniniste de 1921).
Mise en œuvre à partir de 1967, cette réforme comporte de multiples facettes dont certaines (faute de temps) ne seront jamais mises en place, son principe de base étant de réduire le rôle et le pouvoir du Comité de planification centrale et de donner une plus grande marge de manœuvre aux responsables des entreprises :
- le rôle du Comité de la planification centrale est consultatif et se limite à la définition des objectifs à long terme et aux orientations stratégiques : les entreprises sont libres de définir leurs objectifs à court terme ;
- les entreprises ont un devoir de rentabilité et doivent réaliser des profits sur leur production plutôt que de remplir les objectifs quantitatifs et qualitatifs du Plan. Cela devient le critère d'évaluation des entreprises ;
- l'État doit graduellement cesser les subventions : les investissements doivent être financés par les entreprises elles-mêmes via le recours à l'emprunt portant intérêt et doivent justifier d'un retour sur investissement afin que cesse la gabegie des ressources financières ;
- l'appareil de production sera progressivement mis en compétition avec la concurrence internationale afin qu'il augmente sa productivité et baisse ses prix ;
- les exportations vers l'ouest sont encouragées afin de se procurer des devises ;
- un système de fixation des prix plus réaliste doit remplacer la fixation centralisée ; les prix doivent refléter les coûts de production réels, offre et demande tant locale que mondiale ;
- finalement, les salaires doivent être revus et inclure un intéressement basé sur la performance individuelle ou collective au niveau de l'entreprise : c'est la fin de l'égalitarisme.

Ce versant économique du socialisme à visage humain ne vise pas l'économie de marché ni le renversement du socialisme, mais constitue un réformisme socialiste. Cette tentative de réforme de l’économie engagée en 1965 suscite dans la population une aspiration à des changements politiques.

### Opposants et réformistes
Dès les années 1960, les dissidents s’organisent pour dénoncer les abus du régime : l’Union des écrivains tchécoslovaques utilise la gazette Literárni noviny (« Journal littéraire ») pour réclamer une littérature indépendante du pouvoir. En juin 1967, certains écrivains comme Ludvík Vaculík, Milan Kundera, Alexandr Kliment (en), Antonín J. Liehm, Pavel Kohout et Ivan Klíma saisissent l'occasion du quatrième congrès de l'union des écrivains tchécoslovaques pour critiquer la censure et la nature totalitaire du régime. Quelques mois plus tard, le parti communiste décide de prendre des mesures contre les intellectuels qui s’expriment en faveur des réformes : le contrôle sur Literární noviny et sur les maisons d’édition est transféré au ministère de la Culture.
Le régime est de plus en plus contesté : en 1967, le Premier secrétaire du Parti communiste slovaque, Alexander Dubček, et l’économiste Ota Šik défient le pouvoir ; un mouvement, venu de l'intérieur du Parti communiste tchécoslovaque (PCT), conteste la direction, particulièrement son Premier secrétaire, Antonín Novotný. Celui-ci demande le soutien des Soviétiques, qui n’interviennent pas.
Dubček invite Léonid Brejnev à venir à Prague en décembre 1967. Le dirigeant soviétique, surpris par l’opposition à Novotný, le remplace par Alexander Dubček à la tête du parti le 5 janvier 1968. Le 22 mars, la présidence de l'État est attribuée à Ludvík Svoboda, ancien ministre de la Défense et l'un des auteurs du coup de Prague de février 1948.

## Le socialisme à visage humain (1968)
En avril 1968, devant le président du Parti communiste tchécoslovaque, Alexander Dubček annonce des réformes et son intention d’appliquer en Tchécoslovaquie un « socialisme à visage humain ».

### Le programme de Dubček
À l’occasion du 20e anniversaire du coup de Prague de février 1948, Dubček prononce un discours expliquant la nécessité de réformer le socialisme. Il évoque le rôle du parti dont le but est de bâtir le socialisme sur des fondations économiques solides, un socialisme qui correspond aux traditions démocratiques de la Tchécoslovaquie.
En avril, il lance un programme d’assouplissement du régime : affirmation des libertés et droits fondamentaux (presse, expression, réunion, circulation). Il souhaite engager la démocratisation de la vie politique en favorisant le multipartisme et en limitant le pouvoir de la police d’État. Son autre objectif est d’assurer la reconnaissance par la Constitution des nations égales tchèque et slovaque sur un pied d’égalité ainsi qu’une évolution vers le fédéralisme. Le programme de Dubček s’étend en outre à la politique étrangère : la Tchécoslovaquie doit entretenir sa coopération avec l’URSS et les autres pays communistes, tout en maintenant de bonnes relations avec les pays du bloc occidental. Cependant, le programme prend bien soin de ne pas remettre en cause le système communiste dans son ensemble, tout en soulignant l’obsolescence de certains points de la doctrine marxiste-léniniste : par exemple, étant donné que la phase de lutte des classes est achevée, il n’est plus nécessaire de poursuivre le dirigisme économique et la centralisation administrative. Les salaires peuvent désormais être proportionnels aux qualifications des travailleurs et il est urgent de former des cadres socialistes capables de rivaliser avec le modèle capitaliste occidental. Bien que le programme stipule que les réformes doivent être mises en œuvre par le PCT, la pression populaire encourage leur application immédiate. L’annonce des réformes entraîne rapidement une montée des critiques contre l’URSS dans la presse et la reformation du Parti social-démocrate tchèque, absorbé de force par le PCT en 1948. Devant la multiplication des clubs politiques et la démocratisation du système, les conservateurs communistes réclament des mesures répressives, mais Dubček préfère la modération tout en réaffirmant la prééminence du parti. Le PCT est partagé en deux groupes, le premier soutenant les réformes (Josef Smrkovský, Oldřich Černík et František Kriegel (en)), l’autre refusant toute libéralisation (Vasil' Biľak (en), Drahomír Kolder (cs) et Oldřich Švestka (cs)). Au mois de mai 1968, Dubček annonce la convocation du 14e congrès du parti pour le 9 septembre suivant, avec trois objectifs : écrire une loi fédérale, élire un nouveau comité central et intégrer le programme de réformes dans les statuts du parti.

### La libéralisation de la Tchécoslovaquie
Les réformes de Dubček garantissent la liberté de la presse : un commentaire politique est pour la première fois admis dans un média de masse. Le 27 juin 1968, le journaliste et écrivain Ludvík Vaculík publie un manifeste intitulé Les Deux Mille Mots dans lequel il critique le conservatisme du parti communiste et appelle ses concitoyens à réclamer plus de liberté. Dubček, le Présidium du parti et le Front national dénoncent le manifeste.
Les anciens dirigeants communistes injustement condamnés lors des procès de Prague dans les années 1950 sont réhabilités. Les frontières vers l'ouest sont brièvement ouvertes à la fin de l'été 1968. Le pays perd une partie de son intelligentsia, parmi les plus jeunes et les plus éduqués. Cette émigration massive n’est pas sans conséquence sur le développement du pays.

### Politique économique en 1968
Le programme de Dubček comporte également des réformes économiques. Un économiste réformateur, Ota Šik, est promu au poste de vice-Premier ministre et membre du Comité central du PCT. Il dresse alors un tableau accablant du retard de l'industrie tchèque, autrefois l'une des premières d'Europe. Ce rapport, connu de tous, fait apparaître le système économique comme le principal responsable de cet échec.
Dubček veut encourager les industries de biens de consommation et de pointe plutôt que de rester sur le modèle stalinien de développement basé sur les industries lourdes, d’équipement et de main d'œuvre. Il s’agit en outre de combiner l’économie planifiée à l’économie de marché pour sortir le pays de la crise commerciale, toujours sous le contrôle du PCT. Le principe de base est de réduire le pouvoir du Comité de planification centrale et de donner une plus grande marge de manœuvre aux responsables des entreprises. Celles-ci sont libres de définir leurs objectifs à court terme, mais doivent viser la rentabilité et réaliser des profits. L'État doit graduellement cesser les subventions, de fixer les prix et l’économie s’ouvrir progressivement à la concurrence internationale. Les exportations doivent être encouragées. De plus, le gouvernement fusionne certaines entreprises selon un principe sectoriel ressemblant aux trusts ou aux cartels, dirigés par des « directoires de branche ». Ces grandes unités de production forment un lien intermédiaire entre les entreprises et les ministères et constitue en quelque sorte un contre-pouvoir économique. Le pouvoir autorise les entreprises à développer les comités d'entreprise et les premiers conseils de travailleurs se mettent en place, adoptant des statuts plus ou moins autogestionnaires. Cependant, les désaccords au sein du PCT et surtout l’invasion soviétique empêchent l’application des réformes économiques prévues. Toutefois, le mouvement de création de conseils de travailleurs s'amplifie après l'été 1968 et ce n'est qu'en décembre 1969 que les autorités parviennent à y mettre fin.

## L’attitude de l’URSS

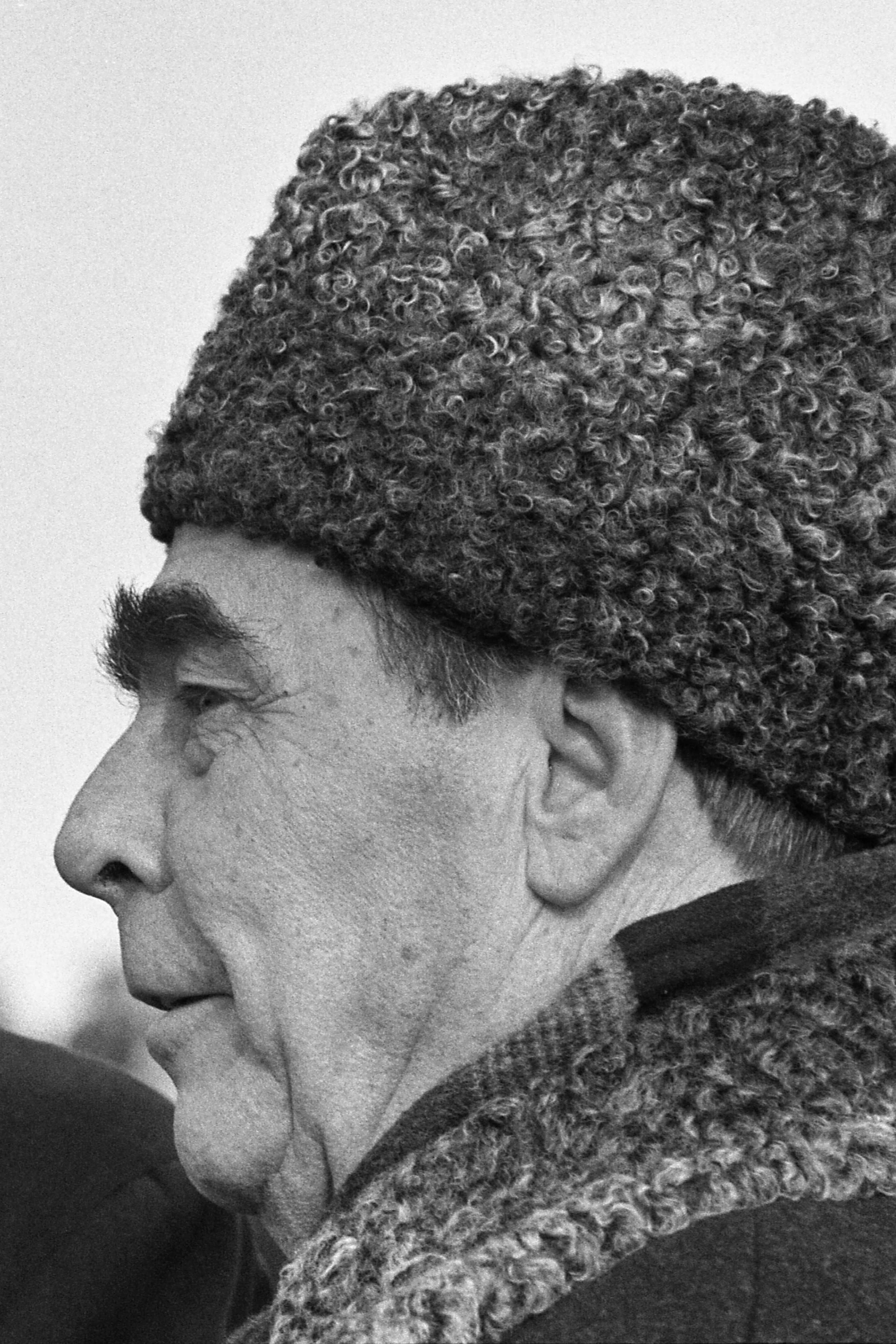
Léonid Brejnev en 1974.

Le « socialisme à visage humain » ne représente pas, aux yeux des Tchèques, un renversement complet de l'ancien régime, comme ce fut le cas en République populaire de Hongrie en 1956 (insurrection de Budapest). Les dirigeants soviétiques le perçoivent néanmoins comme une menace contre leur hégémonie sur l'Europe de l'Est. Aussi, les dirigeants soviétiques accentuent leur pression sur la direction du Parti communiste tchécoslovaque pour freiner, voire inverser, le cours des événements.
En Hongrie, János Kádár accueille avec enthousiasme le programme tchécoslovaque en janvier 1968. En URSS, Brejnev s’inquiète d’une libéralisation qui risque de fragiliser le camp soviétique en pleine guerre froide,,. Au cours d’une réunion des pays communistes (URSS, Hongrie, Pologne, Bulgarie et République démocratique allemande), le 23 mai à Dresde, la délégation tchécoslovaque est sommée de s’expliquer sur le programme de réformes. Les responsables communistes laissent alors entendre qu’une démocratisation du régime représente une critique voilée des autres régimes. Władysław Gomułka et János Kádár, dirigeants respectifs de la Pologne et de la Hongrie, s’inquiètent moins des réformes que de la liberté d’expression dans les médias tchécoslovaques ; ils comparent la situation à celle qui précéda l'insurrection de Budapest en 1956. Le pouvoir soviétique tente d’arrêter ou au moins de limiter les changements en cours en Tchécoslovaquie en ouvrant une série de négociations. La première se tient près de la frontière entre la Slovaquie et l’URSS à Čierna nad Tisou, au mois d’août. Dubček y défend son programme tout en renouvelant ses engagements vis-à-vis du pacte de Varsovie et du Comecon. Brejnev propose alors un compromis : les délégués du Parti communiste tchèque réaffirment leur loyauté au Pacte de Varsovie, s’engagent à restreindre les tendances « antisocialistes » et à renforcer leur contrôle sur la presse. En échange, l’URSS consent à retirer les troupes en manœuvre depuis le mois de juin et autorise le congrès du parti prévu pour le 9 septembre.
Le 3 août, les représentants de l’URSS, de la RDA, de la Pologne, de la Hongrie, de la Bulgarie et de la Tchécoslovaquie se rencontrent à Bratislava et signent une déclaration commune qui rappelle leur fidélité au marxisme-léninisme et à l’internationalisme prolétarien ; ils jurent de lutter contre l’idéologie bourgeoise et toutes les forces antisocialistes. L’URSS se réserve le droit d’intervenir dans les démocraties populaires si un système bourgeois caractérisé par le pluralisme politique et défendant les intérêts des capitalistes vient à s’y établir. Après la conférence de Bratislava, les troupes soviétiques quittent le territoire tchécoslovaque mais restent stationnées près de ses frontières. L'intervention ayant été collective, d'après Lilly Marcou, dans cette affaire, « Brejnev fut manipulé par Gomulka et Ulbricht ».

## L’invasion soviétique (août 1968)

### Écraser le printemps de Prague

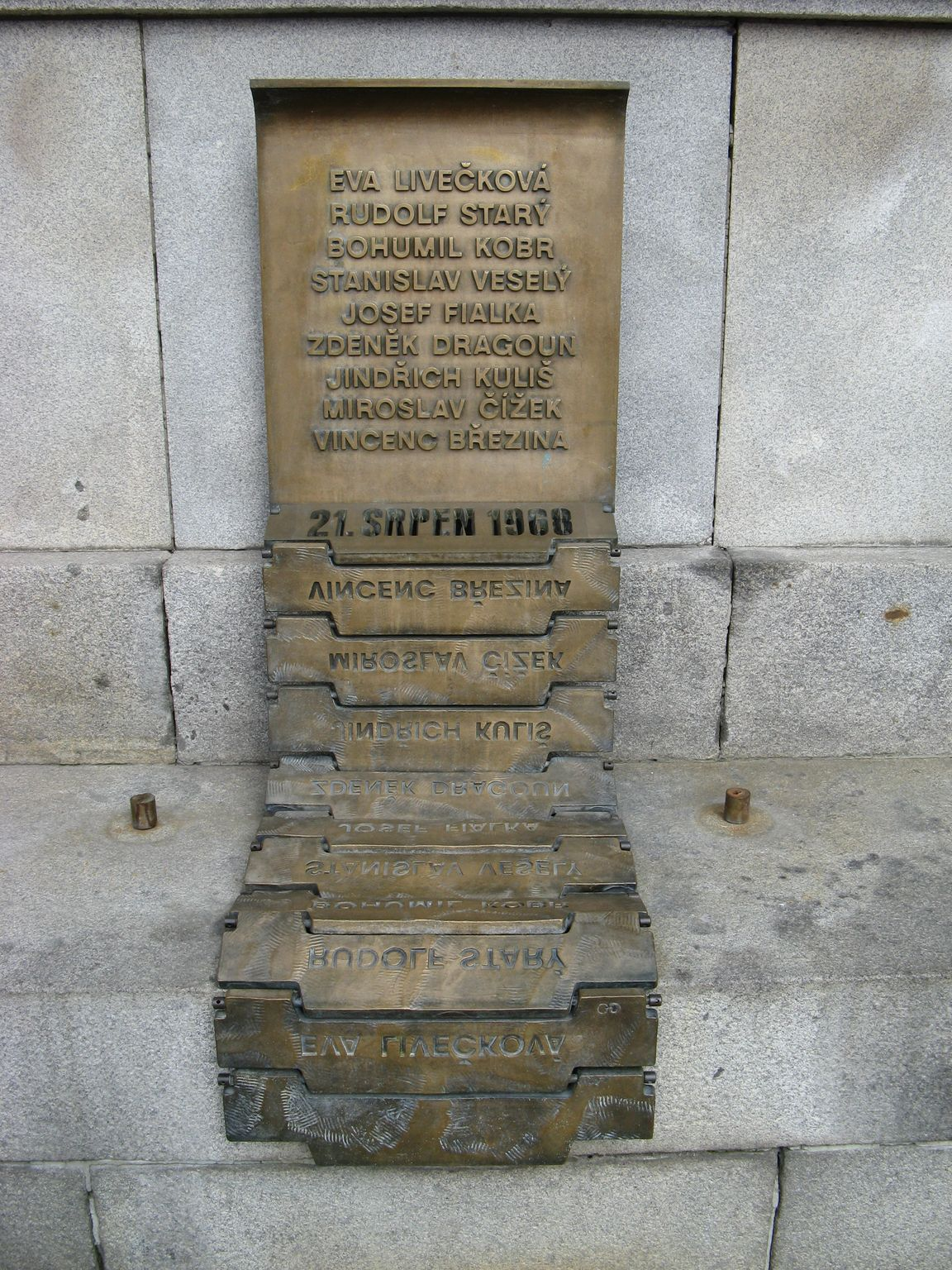
Le mémorial des victimes de l’invasion soviétique, Liberec.

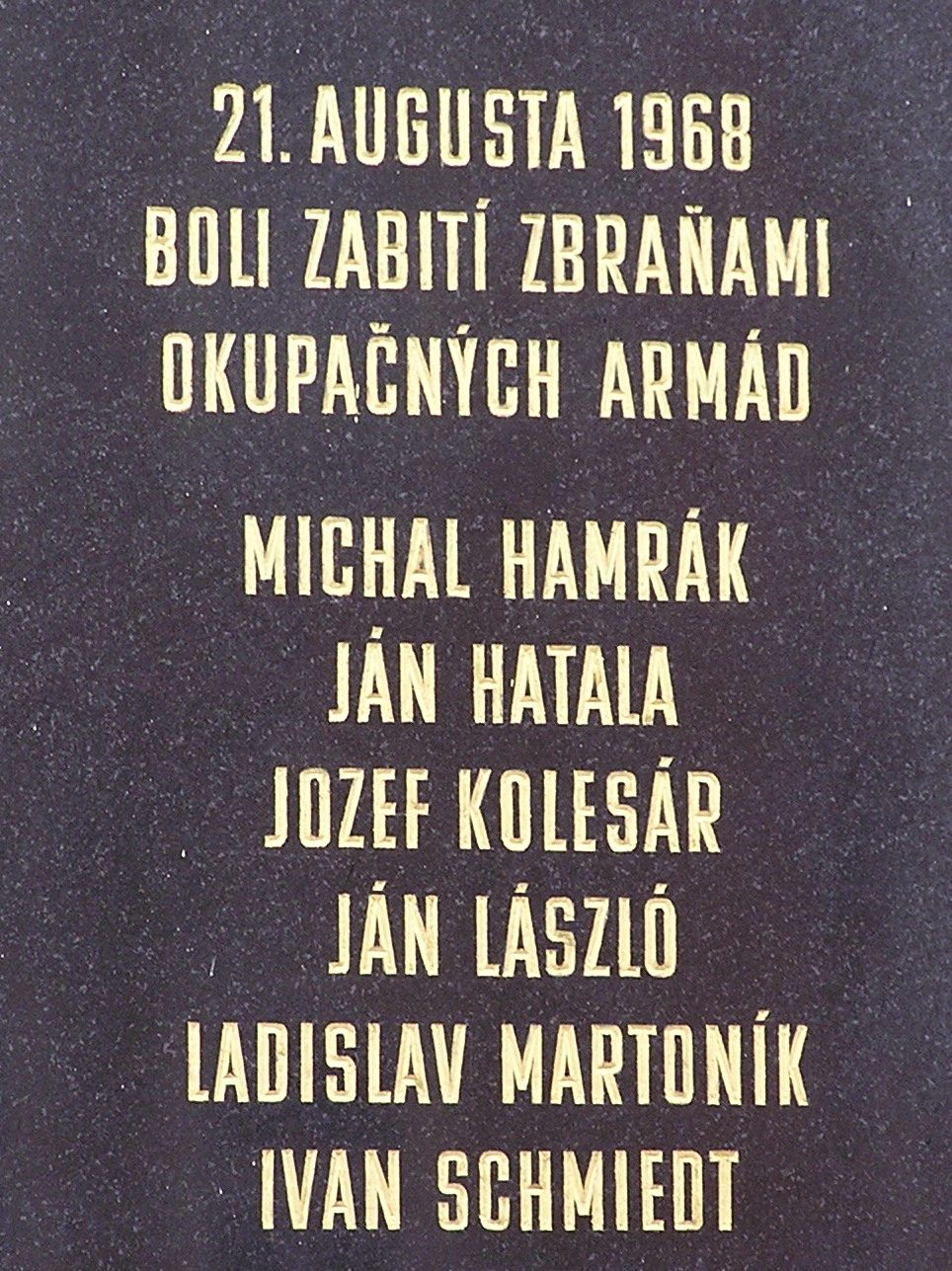
Plaque commémorative de Košice, en Slovaquie.

L'intervention des troupes du pacte de Varsovie en août 1968 en Tchécoslovaquie, pour mettre fin au printemps de Prague, illustre le principe de la « souveraineté limitée » et préfigure ce qui va devenir peu après la doctrine Brejnev. Dans la nuit du mardi 20 au mercredi 21 août, les forces armées de cinq pays du pacte de Varsovie — URSS, Bulgarie, Pologne, Hongrie et RDA — envahissent la Tchécoslovaquie,. En revanche, ni la Roumanie, ni l’Albanie ne participent à l’opération ; l’Albanie décide de se retirer du pacte de Varsovie après les événements.
La période du printemps de Prague prend fin lors de l'invasion qui a lieu dans la nuit du mardi 20 au mercredi 21 août. 400 000 soldats, 6 300 chars des pays du pacte de Varsovie, appuyés par 800 avions, 2 000 canons, envahissent le pays. L'opération Danube, préparée depuis le 8 avril, mobilise pour l’essentiel des troupes soviétiques. À titre de comparaison, l'Allemagne alignait 3580 chars contre l'URSS lors de l'opération Barbarossa et la Tchécoslovaquie avait une population d'un peu moins de 15 millions d'habitants. Cependant il semble que l'Allemagne de l'Est de Walter Ulbricht ait particulièrement poussé à l'intervention une direction soviétique divisée et hésitante, certains de ses membres étant conscients de la mauvaise publicité pour le régime et des risques pour la coexistence pacifique avec l'Ouest qu'entraînerait une intervention militaire.

### La prise de Prague
Alors que d’imposantes forces blindées-mécanisées franchissent la frontière et que des raids héliportés sont menés contre des objectifs à faible profondeur, les parachutistes des armées du pacte de Varsovie reçoivent comme principale mission d’investir Prague. Le mardi 20 août 1968 à 20 heures 30, des parachutistes en civil arrivent discrètement par un vol de l’Aeroflot sur l’aéroport de Prague-Ruzyně et en prennent rapidement le contrôle. Quelques heures plus tard, les premiers Antonov An-12 atterrissent pour débarquer troupes et matériel lourd. Les hommes de la 103e division aéroportée de la garde (DAG) commencent alors à faire mouvement vers le centre de Prague, investissant en chemin le palais présidentiel au château de Prague et mettant virtuellement le président Ludvík Svoboda en état d’arrestation. Une dizaine d’heures suffisent pour que la ville tombe aux mains des parachutistes soviétiques. La jonction avec les forces terrestres qui entrent dans Prague est réalisée le mercredi 21 août au soir.[réf. nécessaire]

### La réaction tchécoslovaque à l'invasion

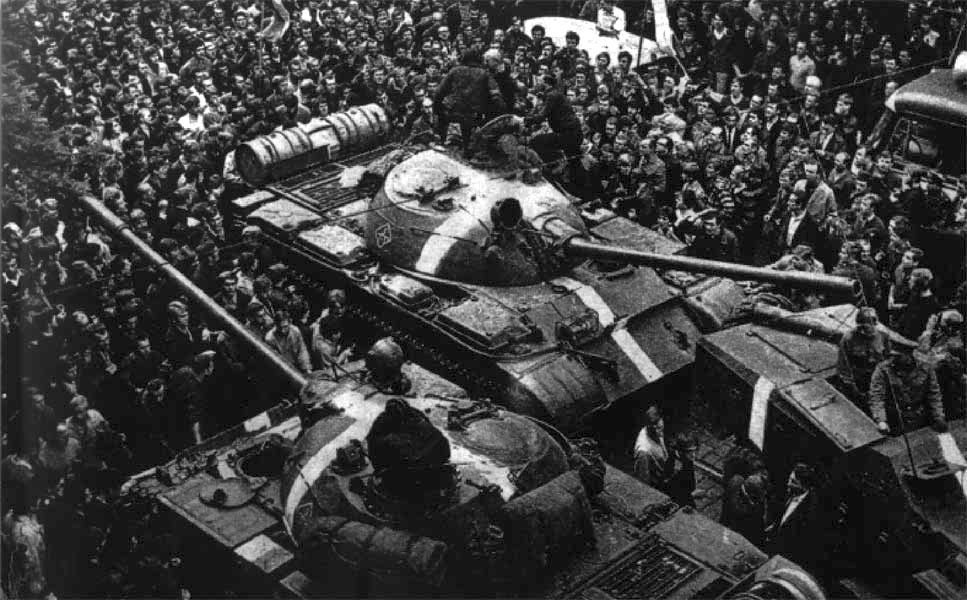
Chars soviétiques à Prague, août 1968.

Selon l'historien tchèque Oldřich Tůma (cs), les soldats tchécoslovaques se tenaient prêts à combattre et ont attendu en vain une décision politique dans ce sens. Certains soldats ont même dessiné en bleu sur des cartes les positions des armées soviétiques. Le bleu était alors la couleur pour désigner l'ennemi. Un officier a été expulsé de l'armée pour cette raison.
À cette époque, les généraux de l'armée tchécoslovaque sont liés aux Soviétiques qu'ils considèrent comme leurs « supérieurs ». Ils ont en effet étudié dans les écoles soviétiques. Moscou possédait des informations précises sur l'armée tchécoslovaque. En ce sens, celle-ci faisait partie de l'armée soviétique.
Oldřich Tůma ajoute que le haut commandement était certainement au courant des préparatifs de cette invasion et était aidé par des membres du ministère de la défense tchécoslovaque.
Il était impossible qu'un regroupement massif de troupes soviétiques aux frontières de la Tchécoslovaquie, pendant plusieurs mois avant l'intervention, passât inaperçu auprès du haut commandement militaire tchécoslovaque.
Cependant, d'après le témoignage d'Alexander Dubcek, à l'époque le Premier secrétaire du Parti communiste, le gouvernement tchécoslovaque ne croyait pas jusqu'à la dernière minute que cette invasion puisse avoir lieu.
Les officiers tchécoslovaques de moindre grade désiraient intervenir. En l'absence de décision politique, ils opposèrent une résistance passive, en refusant par exemple de rendre leurs armes aux Soviétiques.
Le peuple s'est également illustré par de nombreux actes de résistance passive. Dans l’après-midi du 21 août 1968, des dizaines de milliers de manifestants défilent dans les rues dans l’après-midi. Ils bandent les yeux des statues des héros tchèques. Les panneaux indicateurs sont déplacés et de nombreuses rues de Prague sont « rebaptisées » à la hâte : rue Dubček ou rue Svoboda, afin de semer le trouble dans l'armée adverse. Plusieurs personnes se regroupent autour des bâtiments de la Radio publique, notamment à Prague et à Pilsen. La radio a donc pu continuer à émettre librement et informer le pays de l'invasion.
Le combat des Tchèques et Slovaques est décrit au chapitre « La défense non-violente tchécoslovaque contre l'occupation soviétique en 1968 ».

### Bilan et conséquences directes de l’invasion
L’invasion de la Tchécoslovaquie provoque la mort de 72 à 90 personnes et fait plusieurs centaines de blessés. Alexander Dubček appelle son peuple à ne pas résister. Depuis la bataille de la Montagne-Blanche, en 1620, les Tchèques ne se sont jamais défendus militairement contre les invasions. Le 14e Congrès du Parti communiste tchécoslovaque, prévu pour le 9 septembre, se réunit secrètement le 22 août. Environ 1 100 délégués s’assemblent dans les usines du CKD dans la banlieue de Prague et dénoncent l’entrée des troupes étrangères. Les Soviétiques échouent donc à former un « gouvernement ouvrier-paysan » comme à Budapest en 1956. Cependant, des recherches récentes suggèrent qu’en réalité, certains conservateurs comme Biľak, Švestka, Kolder, Indra et Kapek avaient envoyé une requête à l’URSS pour réclamer une intervention militaire.
L’invasion provoque une importante vague d’émigration qui finit par s’arrêter quelque temps plus tard : on estime le nombre des départs à 70 000 immédiatement après l’intervention. Sur toute la période soviétique, 400 000 Tchécoslovaques quittent leur pays.
Le 16 janvier 1969, Jan Palach, un étudiant s’immole par le feu sur la place Venceslas à Prague en protestation contre la suppression de la liberté d’expression. L’exemple de Palach est suivi par Jan Zajíc un mois plus tard et par Evžen Plocek en avril. Dans la nuit du 28 au 29 mars 1969, 500 000 personnes manifestent spontanément : 21 garnisons soviétiques sont attaquées. Le premier anniversaire de l’invasion soviétique soulève de nouvelles manifestations.

## Réactions

### Dans le bloc communiste

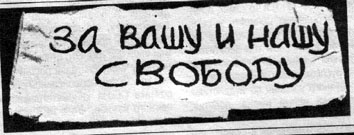
Banderole russe de protestation contre l’invasion de 1968 : « Pour votre liberté et la nôtre ».

Le Printemps de Prague conduit Brejnev à durcir le régime en poursuivant les dissidents et en agitant la menace d’une intervention militaire dans le bloc soviétique devant toute réforme selon la théorie de la « souveraineté limitée ».
Le 25 août 1968, une manifestation de soutien aux Tchécoslovaques se rassemble sur la place Rouge à Moscou : vers midi, huit Soviétiques déroulent des banderoles où sont inscrits des slogans dénonçant l’invasion. Ils sont arrêtés et punis pour « acte antisoviétique ». À Bucarest, le dirigeant communiste Nicolae Ceaușescu prononce un discours critiquant la politique soviétique en Tchécoslovaquie,. En Pologne, un comptable de 59 ans, Ryszard Siwiec, s'immole dans un stade devant 100 000 personnes pour dénoncer la normalisation.
La République populaire de Chine condamne également l’invasion. En revanche, le président cubain Fidel Castro ne condamne pas l’intervention de l’armée soviétique. En Asie, la République démocratique du Viêt Nam l'approuve également. Hanoï sort ainsi pour la première fois de sa neutralité dans le conflit sino-soviétique en donnant raison à l'URSS contre la Chine.

### En Occident

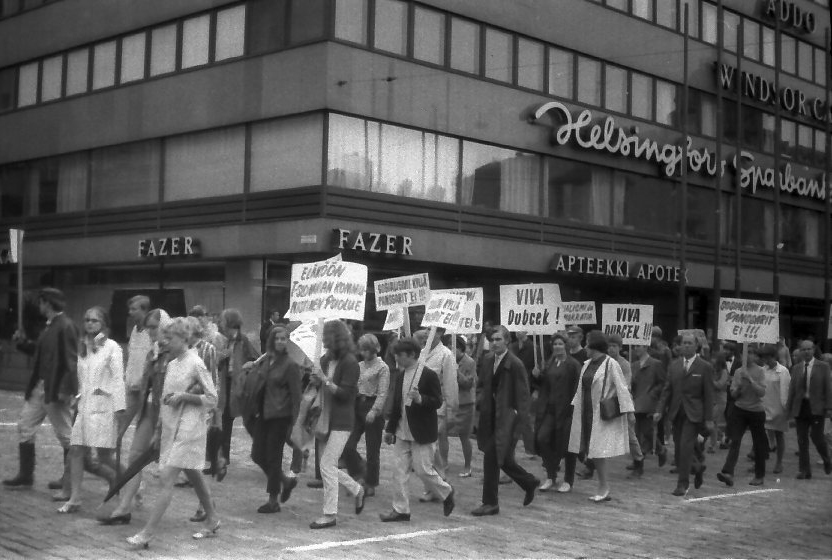
Manifestation à Helsinki contre l'invasion.

Les partis communistes finlandais, italien et français dénoncent l’occupation. Cependant, le président finlandais Urho Kekkonen part en visite officielle en Tchécoslovaquie où il reçoit les plus grands honneurs du pays par le président Ludvík Svoboda, le 4 octobre 1969. Le PCI devient de plus en plus critique vis-à-vis de l'URSS et finit par rompre définitivement avec lui, principalement sous l'impulsion de son secrétaire général Enrico Berlinguer, alors que le PCF ne condamna jamais la « normalisation ». Le secrétaire général du Parti communiste portugais Álvaro Cunhal est l’un des rares Occidentaux à soutenir publiquement l’intervention soviétique avec le PC du Luxembourg et les factions orthodoxes du PC grec.
Au sein de la Fédération syndicale mondiale, la CGT et la CGIL italienne condamnent l'intervention. Pour la CGT, « les travailleurs français ne peuvent que déplorer l'actuelle intervention militaire en Tchécoslovaquie », et la confédération ajoute qu'elle « souhaite que, dans les plus brefs délais, le peuple tchécoslovaque puisse se déterminer en toute indépendance ».
À l’époque, les pays occidentaux n’offrent qu’une protestation formelle contre l’invasion de la Tchécoslovaquie : les critiques des pays démocratiques restent mesurées car ces derniers sont alors occupés par d'autres problèmes, comme les manifestations de Mai 68, la guerre du Viêt Nam ou même la signature avec l'URSS, pour le 1er juillet, d'un traité de non-prolifération des armes nucléaires. Dès l'annonce de l'intervention, l'URSS s'empresse de leur faire savoir que rien n'est changé quant à ses engagements pour la coexistence pacifique avec l'Ouest. En août 1968, au cours d’une séance du Conseil de sécurité de l’ONU, le représentant tchécoslovaque, Jan Muzik, dénonce l’incursion soviétique. Le délégué de l’URSS, Jacob Alexandrovitch Malik, présente au contraire l’événement comme une assistance fraternelle du pacte de Varsovie contre des forces antisociales. Le jour suivant, plusieurs États proposent une résolution condamnant l’intervention et appelant au retrait immédiat des troupes. La motion obtient le soutien de dix pays, tandis que l’Algérie, l’Inde et le Pakistan s’abstiennent. L’URSS et la Hongrie s’y opposent. Le Canada introduit alors une nouvelle proposition prévoyant l’envoi d’un représentant de l’ONU à Prague afin de libérer les dirigeants tchécoslovaques emprisonnés. Le 26 août, le nouveau délégué tchécoslovaque demande le retrait de la question du Conseil de sécurité.

## La normalisation
La résistance générale et les manifestations non-violentes contraignent l’URSS à abandonner son projet initial de limoger le Premier secrétaire du PCT, jusqu’en avril 1969, date à laquelle il est remplacé par Gustav Husak : c’est le début de la « normalisation » (Normalizace ou le retour à la normale).
Le parti et les organes politiques sont repris en main par l’élimination des éléments réformateurs et le socialisme à visage humain prend fin. Tous les dirigeants du PCT de l'année 1968 sont destitués et parfois, condamnés à la suite de procès. De nombreuses exclusions sont prononcées, et le congrès qui avait condamné l’invasion est déclaré « nul et non-avenu ». Les intellectuels et des milliers de Tchèques perdent leur emploi. Le nouveau dirigeant s’attache à restaurer les liens avec les autres pays socialistes. Le seul changement significatif qui reste est le fédéralisme, qui aboutit en 1969 faire de la République socialiste tchécoslovaque une fédération composée de deux républiques autonomes, la République socialiste tchèque et la République socialiste slovaque.
Le contrôle complet de l'armée représente alors un enjeu important pour le PCT. Après la purge, l'armée est entraînée à réagir aux éventuelles protestations populaires. Ainsi, dès août 1969, l'armée écrase des manifestations contre l'occupation. Un régiment de chars est utilisé pour la première fois contre la foule par l'armée tchécoslovaque.
Quant à Dubček, il est d'abord « promu » président du parlement fédéral (1969/70), puis exilé ambassadeur à Ankara, avant d'être rappelé rapidement et confiné dans un emploi de jardinier dans un parc public. En 1987, l'université de Bologne lui confère le titre de docteur honoris causa. Il revient sur le devant de la scène politique, lors de la révolution de Velours, puis décède dans un accident de voiture le 7 novembre 1992.
Sur le plan économique, la planification centralisée est renforcée, améliorée marginalement par l'introduction d'indicateurs de qualité, de productivité, d'efficience et d'innovation dans les plans présentés par les unités de production au lieu de se concentrer sur le seul aspect quantitatif.
Quelques mois après la mort de Brejnev des bruits courent en Occident que son successeur, Iouri Andropov, a envoyé une lettre de soutien à Alexandre Dubček. En 1987, le dirigeant soviétique Mikhaïl Gorbatchev rend hommage à Dubček et au socialisme à visage humain au moment où il applique la glasnost et la perestroïka. Lorsqu’il est interrogé sur la différence entre le printemps de Prague et ses propres réformes, Gorbatchev répond simplement : « 19 années ». Mais c'est seulement en décembre 1989, après la chute du mur de Berlin qu'il reconnaît publiquement et clairement la faute commise en août 1968.

## Dans la culture
À la fin des années 1960 et au début des années 1970, le printemps de Prague accentue la désillusion de nombreux marxistes-léninistes en Occident. L’invasion soviétique ouvre la voie à l’eurocommunisme dans les PC d’Europe de l’Ouest, qui prennent alors leurs distances avec l’URSS. En République populaire de Chine, les manifestations de 1989 sont désignées comme le printemps de Pékin par analogie avec les événements tchécoslovaques. L’expression est parfois reprise pour le printemps croate en Yougoslavie en 1971. De même, les événements du printemps 2009 en Iran ont vite été surnommés printemps de Téhéran dans la presse et sur internet.
Jean Ferrat, compagnon de route du PCF sans jamais en avoir été membre, dénonce l’invasion russe de Prague avec la chanson Camarade. Il est évoqué également par Michel Sardou dans sa chanson Vladimir Ilitch en 1983.
La chanson They Can't Stop the Spring, composée par John Waters (en), représente l’Irlande à l'Eurovision de 2007.
Le film documentaire américain Czechoslovakia 1968 a remporté un Oscar du cinéma en 1970.
Le nom de rue du printemps de Prague a été donné à l'une des voies de Gaillon (Eure).
Le nombre 68 est devenu un symbole dans l’ancienne Tchécoslovaquie : le joueur de hockey Jaromír Jágr porte par exemple ce numéro sur son maillot dans son équipe des Flyers de Philadelphie,. Une ancienne maison d’édition basée à Toronto, 68 Publishers, publiait des ouvrages d’exilés tchécoslovaques.
Le printemps de Prague a également inspiré la littérature : le roman le plus célèbre est celui de Milan Kundera L'Insoutenable Légèreté de l'être publié en 1982 et qui décrit la présence croissante des Soviétiques et le contrôle policier de la population. Il a été adapté au cinéma par Philip Kaufman en 1988 (L'Insoutenable Légèreté de l'être). L’écrivain et historien russe Viktor Souvorov, qui fut témoin de l’invasion de la Tchécoslovaquie, présente dans son ouvrage Les Libérateurs (en russe : Освободитель, sorti en 1981) la vision d’un commandant soviétique. La pièce du Britannique d’origine tchécoslovaque Tom Stoppard intitulée Rock 'n' Roll fait référence au printemps de Prague et à la révolution de Velours. Heda Margolius Kovály (en) conclut ses mémoires en dressant un bilan de l’invasion soviétique. L'action du roman d'Anne Cuneo Prague aux doigts de feu publié en 1990 se déroule en grande partie durant le printemps de Prague. Une partie des évènements du roman L'enfant de Prague de Eugène Green se déroule durant le printemps de Prague.
Le printemps de Prague est un thème utilisé dans la musique populaire : Karel Kryl, le Requiem de Luboš Fišer et Karel Husa.
L'expression printemps de Prague s'emploie maintenant en tant qu'analogue historique d'événements nouveaux,,,.
Plus récemment, on peut citer Quand le monde bascule : Le printemps de Prague qui est sorti en DVD le 7 février 2012 et le très controversé Pacte de Varsovie : les archives déclassifiées, diffusé sur Rossiya 1 le 23 mai 2015.